# Eleccions regionals de Sardenya de 2004
Les eleccions regionals per a renovar el Consell Regional de Sardenya i per a escollir el president de Sardenya se celebraren a dues voltes el 12 i el 13 de juny de 2004. La participació en la primera volta fou del 71,2%. La nova llei electoral preveu que les llistes regionals estiguin relacionades amb el candidat a president.
| ← Eleccions regionals de Sardenya, 2004 →                 |         |          |        |
| Llistes provincials                                       |         |          |        |
| Partits                                                   | vots    | vots (%) | escons |
| Forza Italia (FI)                                         | 128.563 | 15,1%    | 10     |
| Sinistra Federalista Sarda - Democratici di Sinistra (DS) | 112.757 | 13,3%    | 13     |
| Democrazia è Libertà - La Margherita                      | 92.526  | 10,9%    | 10     |
| Libertas UDC                                              | 88.179  | 10,4%    | 7      |
| Progetto Sardegna                                         | 66.690  | 7,8%     | 7      |
| Alleanza Nazionale (AN)                                   | 63.001  | 7,4%     | 5      |
| Riformatori Sardi                                         | 50.953  | 6,0%     | 4      |
| Fortza Paris                                              | 39.086  | 4,6%     | 3      |
| Partito della Rifondazione Comunista (PRC)                | 35.142  | 4,1%     | 5      |
| Progetto Nazionalitario UDS                               | 33.302  | 3,9%     | 2      |
| Partit Sard d'Acció (PSd'Az)                              | 32.859  | 3,9%     | 2      |
| Socialistes Democràtics Italians (SDI)                    | 32.245  | 3,8%     | 3      |
| Alleanza Popolari UDEUR (AP-UDEUR)                        | 22.610  | 2,7%     | 3      |
| Partit dels Comunistes Italians (PdCI)                    | 16.010  | 1,9%     | 1      |
| Autonomia Socialista Sardegna-Nou PSI                     | 8.965   | 1,1%     | -      |
| Itàlia dels Valors-Rinascimento Sardo                     | 8.558   | 1,0%     | 1      |
| Federació dels Verds                                      | 7.048   | 0,8%     | -      |
| Indipendèntzia Repùbrica de Sardigna (IRS)                | 5.672   | 0,7%     | -      |
| Sardigna Natzione                                         | 3.249   | 0,4%     | -      |
| altres                                                    | 2.589   | 0,3%     | -      |
| Total                                                     | 850.004 | 100,00   | 76     |

| ← Eleccions regionals de Sardenya, 2004 → |                                                  |         |          |        |
| Llistes Regionals                         |                                                  |         |          |        |
| Candidats a President                     | Partits                                          | vots    | vots (%) | escons |
| Renato Soru                               | Sardegna Insieme                                 | 487.692 | 50,1%    | 8      |
| Mauro Pili                                | Sardegna Unita                                   | 394.271 | 40,5%    | 1      |
| Giacomo Sanna                             | Sardigna Libera                                  | 36.720  | 3,7%     | -      |
| Mario Floris                              | Il Movimento - Progetto Nazionalitario UDS - NAT | 35.460  | 3,6%     | -      |
| Gavino Sale                               | Indipendèntzia Repùbrica de Sardigna             | 18.638  | 1,9%     | -      |
| Total                                     |                                                  | 972.781 | 100,00   | 9      |

Font Web del consell regional de Sardenya